# Mezoregion Grande Florianópolis

Mezoregion Grande Florianópolis

Mezoregion Grande Florianópolis – mezoregion w brazylijskim stanie Santa Catarina, skupia 21 gmin zgrupowanych w trzech mikroregionach. Liczy 7806,5 km² powierzchni.

## Mikroregiony
- Florianópolis
- Tabuleiro
- Tijucas